# Тимски спорт
Тимски спорт је врста спорта где је основна природа игре или спорта учествовање више појединаца који раде заједно као тим и само по себи је немогуће или веома непрактично изводити тимски спорт залагњем само једног играча. У тимским спортовима, заједнички напор свих чланова тима кључан је за функционисање спорта и постизање његових циљева. Циљеви обично подразумевају да чланови тима олакшају кретање лопте или сличног предмета у складу са правилима а све то како би се освојили поени.  Примери тимског спорта су кошарка, одбојка, рагби, ватерполо, рукомет, лакрос, крикет, бејзбол и разне врсте фудбала и хокеја. Ови спортови наглашавају тимски рад, стратегију и координацију међу члановима тима док се такмиче против противничког тима како би остварили заједнички циљ. Тимски спортови не укључују догађаје где учествује појединац или појединац-тим.

## Разлике
Значење речи "тимски спорт" је последњих година предмет расправе. Неке врсте тимских спортова имају различите циљеве и правила у односу на "традиционалне" тимске спортове. Ове врсте тимских спортова не уклјучују да саиграчи олакшавају кретање лопте или сличног предмета у складу са правилима, како би се остварили поени. Све у свему, подела на тимске и индивидуалне спортове није увек савршена, иако има доста различитих комбинација индивидуалних спортова.